# ND Primorje Ajdovščina
ND Primorje Ajdovščina je profesionalni nogometni klub iz mesta Ajdovščina. Ustanovljen je bil leta 2018 z združitvijo ŠD Škou z Nogometno šolo z imenom ND Primorje Ajdovščina 1921. Klub nadaljuje tradicijo nekdanjega ajdovskega nogometnega kluba z imenom NK Primorje Ajdovščina 1921 ki je leta 2011 šlo v stečaj.
Domači stadion je Mestni stadion Ajdovščina.

## Zgodovina
Po nastanku leta 2018 je klub igral svojo prvo sezono v 3. SNL Zahod, kjer je nadomestil nogometni klub z imenom ŠD Škou Ajdovščina. Že od samega začetka je imel klub velike ambicije, saj je iz 3. SNL hotel prestopiti v Prvo Ligo, kjer je igral njegov njegov predhodnik NK Primorje. Svojo prvo sezono 2018/19 je končal na 4. mestu.
V naslednji sezoni 2019/20 je končal na 1. mestu v ligi in prestopil v 2. SNL.
V 2. SNL je igral naslednje štiri sezone, kjer je dosegal dobre rezultate. V sezoni 2023/24 pa mu je uspelo osvojiti 1. mesto v 2. SNL in posledično prestop v prvo ligo.
V sezoni 2024/25 je igral prvič v najvišji slovenski nogometni ligi, kjer je ob sicer slabem začetku sezone uspel doseči končno 6. mesto od skupno 10 ekip, kar je zagotovilo njegov obstanek v ligi. V prvi ligi je imel težave z igranjem na domačem stadionu, saj ta ni ustrezal vsem zahtevam NZS, saj ni imel ustrezne razsvetljave. Zato je nekaj tekem igral v Športnem parku v Novi Gorici.
| Sezona  | Liga         | mesto | Št. ekip |
| ------- | ------------ | ----- | -------- |
| 2018/19 | 3. SNL Zahod | 4.    | 8        |
| 2019/20 | 3. SNL Zahod | 1.    | 14       |
| 2020/21 | 2. SNL       | 12.   | 16       |
| 2021/22 | 2. SNL       | 8.    | 16       |
| 2022/23 | 2. SNL       | 7.    | 16       |
| 2023/24 | 2. SNL       | 1.    | 16       |
| 2024/25 | Prva liga    | 6.    | 10       |

## Dosežki
| Ime tekmovanja | Št. zmag | Sezona             |
| -------------- | -------- | ------------------ |
| 2. SNL         | 2        | 2009/10*, 2023/24  |
| 3. SNL         | 2        | 2014/15**, 2019/20 |
| EPNL           | 1        | 2011/12**          |

(* NK Primorje Ajdovščina, ** ŠD Škou) 